# Josias Braun-Blanquet
Josias Braun (født 3. august 1884, død 20. september 1980), bedre kendt under navnet Josias Braun-Blanquet, var en svejtsisk botaniker, der betragtes som grundlægger af plantesociologien.

## Biografi
Josias Braun blev født den 3. august 1884 i Chur i den svejtsiske kanton, Graubünden. Efter pres fra familien indledte han en karriere som bankfunktionær, mens han brugte sin fritid til at studere Alpernes flora. Hans fritidsarbejdes kvaliteter skaffede ham en stilling som ”privatdocent” ved den føderale, Eidgenössische Technische Hochschule Zürich, men manglen på en universitetsgrad forhindrede, at han kunne få en løbebane som botanisk underviser eller forsker i Schweiz. Derfor forlod han sit hjemland for at slå sig ned i Montpellier i departementet Hérault. Der mødte han Gabrielle Blanquet, der skulle blive hans ægtefælle. Han føjede hendes navn til sit eget og signerede fra da af sine arbejder ”Josias Braun-Blanquet”.
Med professorerne Charles Henri Marie Flahault og Jules Pavillard som tutorer gav han sig i kast med en disputats over vegetationen i Cevennerne, som gav ham doktorgraden i 1915. I 1930 grundlagde han ”Station internationale de géobotanique méditerranéenne et alpine de Montpellier” og blev dens direktør. I 1948 begyndte han at udgive tidsskriftet Vegetatio, som hurtigt skulle blive det internationale organ for plantegeografi.
Hans arbejder blev anerkendt med guldmedaljen fra The Linnean Society of London i 1974.
Hustruen, Gabrielle, var en fast deltager i hans arbejder, og hun var underskriver eller medunderskriver på visse af de botaniske rapporter. Efter at hun var død i 1966, overtog deres datter, Mireille, posten som hjælper for sin far, der var blevet døv og meget alderdomssvækket. Josias Braun-Blanquet døde den 20. september 1980 i Montpellier.

## Plantesociologi
Efter at have arbejdet med plantesociologien i de sydlige Cevenner, etablerede han den moderne måde at klassificere vegetationer på grundlag af deres deres plantemæssige sammensætning. Dette gør ham til én af de mest indflydelsesrige botanikere til dato.

## Klassificering af plantesamfund
Braun-Blanquets måde at klassificere et plantesamfund benytter sig af det videnskabelige navn på den mest karakteristiske art, idet endelsen på slægtsnavnet bliver ændret til -etum, mens den efterhængte artsbetegnelse bliver brugt som et tillægsord. På den måde bliver en bestemt type, lysåben vegetation, som er vidt udbredt i Europa, og som domineres af Almindelig Draphavre (Arrhenatherum elatius) til Arrhenatheretum elatioris Br.-Bl..
For at kunne skelne mellem nogenlunde ensartede plantesamfund, der er domineret af den samme art, medtager man navnene på andre, vigtige arter i plantesamfundets navn, der i øvrigt dannes efter de samme regler. En anden type af græsningssamfund, som også er vidt udbredt i Europa, men som er domineret af Sorthoved-Knopurt (Centaurea nigra) og Almindelig Kamgræs (Cynosurus cristatus), bliver på den måde benævnt som Centaureo-Cynosuretum cristati Br.-Bl. & Tx..
Hvis en anden art er karakteristisk, men tydeligt mindre dominerende end den første, kan dens slægtsnavn bruges som adjektivet. F.eks. findes der en type af tropisk buskads nær vand, som kaldes Pterocarpetum rhizophorosus. Det er domineret af Pterocarpus officinalis, men rummer et betydeligt (men ikke overvejende) element af Rød Rhizophora (Rhizophora mangle).

## Arbejder
Braun-Blanquet helligede sig særligt plantesociologien – der selv lå i spidsen for den europæiske planteøkologi – og offentliggjorde som 44-årig (i 1928) sin Pflanzensociologie, der anbragte ham som hovedaktør og gjorde den tysk-franske skole i Zürich og Montpellier til den førende på dette felt. Hans indflydelse førte til et fokus på mønstre snarere end processer, på artstyper snarere end formtyper, og som en konsekvens deraf på enheder byggende på plantedækkets sammensætning og udelukkende det.
Han udgav først og fremmest:
- Eine pflanzengeographische Exkursion durchs Unterengadin und in den schweizerischen Nationalpark, Zürich, 1918.
- L'Origine et le développement des flores dans le Massif central de France, avec aperçu sur les migrations des flores dans l'Europe sud-occidentale, Zürich 1923, faksimile 2013 ISBN 978-1-287-59764-3.
- Etudes phytosociologiques en Auvergne. Rapport sur une excursion inter-universitaire, Clermont-Ferrand, 1926.
- Catalogue de la flore du Massif de l'Aigoual et des contrées limitrophes, Nîmes, communication n° 20, 1933.
- Sammen med Gabriel Tallon og Stjepan Horvati: Comité international du Prodrome phytosociologique. Prodrome des groupements végétaux. Prodromus der Pflanzengesellschaften, bd. 1. ″Ammophiletalia″ et ″Salicornietalia″ méditerranéen, Montpellier, 1934.
- Sammen med Helmut Meier: Comité international du Prodrome phytosociologique. Prodrome des groupements végétaux. ″Prodromus der Pflanzengesellschaften″, bd. 2. Classe des asplenietales rupestres, groupements rupicoles, Montpellier, 1934.
- La Forêt d'yeuse languedocienne (Quercion illicis), monographie phytosociologique, Montpellier, 1936.
- Sammen med Wacław Gajewski, M. Wraber og J. Walas: Comité international du Prodrome phytosociologique. Prodrome des groupements végétaux. ″Prodromus der Pflanzengesellschaften″, bd. 3. Classe des ″Rudereto secalinetales″, groupements messicoles, culturaux et nitrophiles-rudérales du cercle de végétation méditerranéen, Montpellier, 1936.
- Sammen med M. Moor: Comité international du Prodrome phytosociologique. Prodromus der Pflanzengesellschaften. ″Prodrome des groupements végétaux″, bd. 5. Verband des ″Bromion erecti″, 1938.
- Sammen med J. Vlieger og G. Sissingh: Comité international du Prodrome phytosociologique. ″Prodromus der Pflanzengesellschaften″. Prodrome des groupements végétaux.”, bd. 6. Klasse der Vaccinio-Piceetea, Nadelholz-und Vaccinienheiden, 1939.
- Sammen med René Molinier og H. Wagner: Comité international du prodrome phytosociologique. Prodrome des groupements végétaux. Prodromus der Pflanzengesellschaften, bd. 7. Classe cisto-lavanduletea (landes siliceuses à cistes et lavandes), Montpellier, 1940.
- 1. La Station internat. de géobotanique méditerranéenne et alpine en 1941-43. 2. Sur l'importance pratique d'une carte détaillée des associations végétales de la France, Montpellier, 1944.
- Sammen med R. Molinier og Marie Louis Emberger: Instructions pour l'établissement de la carte des groupements végétaux, 1947.
- La Végétation alpine des Pyrénées Orientales, étude de phyto-sociologie comparée, Barcelona, 1948.
- La Végétation de l'étage alpin des Pyrénées orientales comparée à celle des Alpes, Zaragoza, 1950.
- Les Groupements végétaux de la France méditerranéenne, Vaison-la-Romaine, 1952.
- Pflanzensoziologie : Grundzüge der Vegetationskunde, 3. udg., faksimile, 2012, ISBN 978-3-7091-8111-9
- Sammen med Oriol de Bolòs: Las comunidades vegetales de la depresión del Ebro y su dinamismo, Zaragoza, 1987.

## Autornavn
Hans botaniske Autornavn er i forkortet form: "Braun-Blanq.". I plantesociologien bruges også forkortelsen "Br.-Bl.".

## Eksterne links
- Braun-Blanquet et l'histoire de la phytosociologie sigmatiste Arkiveret 21. juli 2015 hos  Wayback Machine - Mémoire de Master 2 - Université de Nantes (fransk)